# Tour de l'Ain 2023
El Tour de l'Ain 2023, 35a edició del Tour de l'Ain, es disputà entre el 31 de juliol i el 2 d'agost de 2023 sobre un recorregut de 415 km repartits entre tres etapes. La cursa formava part del calendari de l'UCI Europa Tour 2023, amb una categoria 2.1.
El vencedor final fou l'australià Michael Storer (Groupama-FDJ), que s'imposà als francesos Kenny Elissonde (Lidl-Trek) i Nicolas Prodhomme (AG2R Citroën Team).

## Equips
En aquesta edició hi prenen part 17 equips:
| WorldTeams (7)- Cofidis - AG2R Citroën Team - EF Education-EasyPost - Groupama-FDJ - Intermarché-Circus-Wanty - Arkéa-Samsic - Lidl-Trek ProTeams (3)- TotalEnergies - Q36.5 Pro Cycling Team - Tudor Pro Cycling Team Equips continentals (6)- Astana Qazaqstan Development Team - CIC U Nantes Atlantique - Van Rysel-Roubaix Lille Métropole - Saint Michel-Mavic-Auber 93 - Nice Métropole Côte d'Azur - Leopard TOGT Pro Cycling Equip nacional- Alemanya Sub-23 |
| |

## Etapes
| Etapa    | Data      | Ciutats d'etapa              | type              | Distància (km) | Vencedor de l'etapa | Líder de la general |
| -------- | --------- | ---------------------------- | ----------------- | -------------- | ------------------- | ------------------- |
| 1a etapa | 31 de jul | Loyettes – La Plaine Tonique | etapa plana       | 154            | Jake Stewart        | Jake Stewart        |
| 2a etapa | 1 de ago  | Saint-Vulbas – Lagnieu       | etapa accidentada | 124            | Alexander Cepeda    | Alexander Cepeda    |
| 3a etapa | 3 de ago  | Oyonnax – Monts Jura         | etapa accidentada | 137            | Michael Storer      | Michael Storer      |

## Classificació final
| \| Classificació general \| Classificació general \| Classificació general \| Classificació general \| Classificació general \| \| Corredor \| Corredor \| Equip \| Temps \| \| \| --------------------- \| --------------------- \| ----------------------- \| --------------------- \| --------------------- \| \| 1r \| Michael Storer \| Groupama-FDJ \| 9h 55' 50" \| \| \| 2n \| Kenny Elissonde \| Lidl-Trek \| + 2' 22" \| \| \| 3r \| Nicolas Prodhomme \| AG2R Citroën Team \| + 3' 28" \| \| \| 4t \| Rudy Molard \| Groupama-FDJ \| + 3' 30" \| \| \| 5è \| Merhawi Kudus \| EF Education-EasyPost \| + 3' 30" \| \| \| 6è \| Sébastien Reichenbach \| Tudor Pro Cycling Team \| + 3' 30" \| \| \| 7è \| Élie Gesbert \| Arkéa-Samsic \| + 3' 30" \| \| \| 8è \| Jordan Jegat \| CIC U Nantes Atlantique \| + 3' 30" \| \| \| 9è \| Jesús Herrada López \| Cofidis \| + 3' 30" \| \| \| 10è \| Julien Bernard \| Lidl-Trek \| + 3' 30" \| \| |                       |                         |            |
| |                       |                         |            |
| Font: ProCyclingStats |                       |                         |            |
| Classificació general |                       |                         |            |
| Corredor | Corredor              | Equip                   | Temps      |
| 1r | Michael Storer        | Groupama-FDJ            | 9h 55' 50" |
| 2n | Kenny Elissonde       | Lidl-Trek               | + 2' 22"   |
| 3r | Nicolas Prodhomme     | AG2R Citroën Team       | + 3' 28"   |
| 4t | Rudy Molard           | Groupama-FDJ            | + 3' 30"   |
| 5è | Merhawi Kudus         | EF Education-EasyPost   | + 3' 30"   |
| 6è | Sébastien Reichenbach | Tudor Pro Cycling Team  | + 3' 30"   |
| 7è | Élie Gesbert          | Arkéa-Samsic            | + 3' 30"   |
| 8è | Jordan Jegat          | CIC U Nantes Atlantique | + 3' 30"   |
| 9è | Jesús Herrada López   | Cofidis                 | + 3' 30"   |
| 10è | Julien Bernard        | Lidl-Trek               | + 3' 30"   |

### Evolució de les classificacions
| Etapa                  | Vencedor                   | Classificació general      | Classificació per punts    | Classificació de la muntanya | Classificació dels joves | Classificació per equips | Classificació de la combativitat |
| ---------------------- | -------------------------- | -------------------------- | -------------------------- | ---------------------------- | ------------------------ | ------------------------ | -------------------------------- |
| 1                      | Jake Stewart               | Jake Stewart               | Jake Stewart               | Mads Østergaard Kristensen   | Tobias Müller            | CIC U Nantes Atlantique  | Mads Østergaard Kristensen       |
| 2                      | Jefferson Alexander Cepeda | Jefferson Alexander Cepeda | Jefferson Alexander Cepeda | Mads Østergaard Kristensen   | Reuben Thompson          | EF Education–EasyPost    | Thomas Devaux                    |
| 3                      | Michael Storer             | Michael Storer             | Michael Storer             | Lilian Calmejane             | Joris Delbove            | Groupama-FDJ             | Lilian Calmejane                 |
| Classificacions finals | Classificacions finals     | Michael Storer             | Michael Storer             | Lilian Calmejane             | Joris Delbove            | Groupama-FDJ             | Kenny Elissonde                  |

## Llista de participants
| Cofidis COF | Cofidis COF               | Cofidis COF |
| ----------- | ------------------------- | ----------- |
| Núm         | Ciclista                  | Pos         |
| 1           | Jesús Herrada López (ESP) | 7è          |
| 2           | François Bidard (FRA)     | 34è         |
| 3           | Axel Mariault (FRA)       | DNF-3       |
| 4           | Pierre-Luc Périchon (FRA) | 64è         |
| 5           | Rémy Rochas (FRA)         | 43è         |
| 6           | Hugo Toumire (FRA)        | 27è         |

| AG2R Citroën Team ACT | AG2R Citroën Team ACT        | AG2R Citroën Team ACT |
| --------------------- | ---------------------------- | --------------------- |
| Núm                   | Ciclista                     | Pos                   |
| 11                    | Jaakko Hänninen (FIN)        | 15è                   |
| 12                    | Aurélien Paret-Peintre (FRA) | DNF-2                 |
| 13                    | Valentin Paret-Peintre (FRA) | DNF-3                 |
| 14                    | Nans Peters (FRA)            | DNF-3                 |
| 15                    | Nicolas Prodhomme (FRA)      | 5è                    |
| 16                    | Clément Venturini (FRA)      | 46è                   |

| EF Education-EasyPost EFE | EF Education-EasyPost EFE      | EF Education-EasyPost EFE |
| ------------------------- | ------------------------------ | ------------------------- |
| Núm                       | Ciclista                       | Pos                       |
| 21                        | Alexander Cepeda (ECU)         | 22è                       |
| 22                        | Hugh Carthy (GBR)              | NP-3                      |
| 23                        | Merhawi Kudus (ERI)            | 10è                       |
| 24                        | Andrea Piccolo (ITA)           | 21è                       |
| 25                        | Jonas Rutsch (GER)             | 68è                       |
| 26                        | Michael Valgren Andersen (DEN) | 35è                       |

| Groupama-FDJ GFC | Groupama-FDJ GFC      | Groupama-FDJ GFC |
| ---------------- | --------------------- | ---------------- |
| Núm              | Ciclista              | Pos              |
| 31               | Fabian Lienhard (SUI) | 60è              |
| 32               | Rudy Molard (FRA)     | 8è               |
| 33               | Enzo Paleni (FRA)     | 48è              |
| 34               | Michael Storer (AUS)  | 1r               |
| 35               | Jake Stewart (GBR)    | 61è              |
| 36               | Reuben Thompson (NZL) | 20è              |

| Intermarché-Circus-Wanty ICW | Intermarché-Circus-Wanty ICW | Intermarché-Circus-Wanty ICW |
| ---------------------------- | ---------------------------- | ---------------------------- |
| Núm                          | Ciclista                     | Pos                          |
| 41                           | Lilian Calmejane (FRA)       | 3r                           |
| 42                           | Alexy Faure Prost (FRA)      | 14è                          |
| 43                           | Arne Marit (BEL)             | 53è                          |
| 44                           | Simone Petilli (ITA)         | 31è                          |
| 45                           | Baptiste Planckaert (BEL)    | 58è                          |
| 46                           | Laurenz Rex (BEL)            | 65è                          |

| Lidl-Trek LTK | Lidl-Trek LTK                | Lidl-Trek LTK |
| ------------- | ---------------------------- | ------------- |
| Núm           | Ciclista                     | Pos           |
| 52            | Julien Bernard (FRA)         | 9è            |
| 53            | Kenny Elissonde (FRA)        | 2n            |
| 54            | Amanuel Gebrezgabihier (ERI) | 17è           |
| 55            | Emīls Liepiņš (LAT)          | 47è           |

| Arkéa-Samsic ARK | Arkéa-Samsic ARK                | Arkéa-Samsic ARK |
| ---------------- | ------------------------------- | ---------------- |
| Núm              | Ciclista                        | Pos              |
| 61               | Cristián Rodríguez Martín (ESP) | NP-2             |
| 62               | Maxime Bouet (FRA)              | 63è              |
| 63               | Hugo Hofstetter (FRA)           | 52è              |
| 64               | Élie Gesbert (FRA)              | 6è               |
| 66               | Nacer Bouhanni (FRA)            | 67è              |

| Q36.5 Pro Cycling Team Q36 | Q36.5 Pro Cycling Team Q36 | Q36.5 Pro Cycling Team Q36 |
| -------------------------- | -------------------------- | -------------------------- |
| Núm                        | Ciclista                   | Pos                        |
| 71                         | Negasi Abreha (ETH)        | 75è                        |
| 72                         | Matteo Badilatti (SUI)     | 16è                        |
| 73                         | Corey Davis (USA)          | 32è                        |
| 74                         | Tom Devriendt (BEL)        | 59è                        |
| 75                         | Damien Howson (AUS)        | 49è                        |
| 76                         | Antonio Puppio (ITA)       | 77è                        |

| TotalEnergies TEN | TotalEnergies TEN       | TotalEnergies TEN |
| ----------------- | ----------------------- | ----------------- |
| Núm               | Ciclista                | Pos               |
| 81                | Fabien Doubey (FRA)     | 33è               |
| 82                | Geoffrey Soupe (FRA)    | 36è               |
| 83                | Paul Ourselin (FRA)     | 30è               |
| 84                | Jason Tesson (FRA)      | DNF-3             |
| 85                | Dries Van Gestel (BEL)  | 57è               |
| 86                | Alexis Vuillermoz (FRA) | DNF-2             |

| Tudor Pro Cycling Team TUD | Tudor Pro Cycling Team TUD  | Tudor Pro Cycling Team TUD |
| -------------------------- | --------------------------- | -------------------------- |
| Núm                        | Ciclista                    | Pos                        |
| 91                         | Nils Brun (SUI)             | 38è                        |
| 92                         | Aloïs Charrin (FRA)         | DNF-3                      |
| 93                         | Robin Froidevaux (SUI)      | 69è                        |
| 94                         | Simon Pellaud (SUI)         | 4t                         |
| 95                         | Sébastien Reichenbach (SUI) | 13è                        |
| 96                         | Luc Wirtgen (LUX)           | 23è                        |

| Astana Qazaqstan Development Team AQD | Astana Qazaqstan Development Team AQD | Astana Qazaqstan Development Team AQD |
| ------------------------------------- | ------------------------------------- | ------------------------------------- |
| Núm                                   | Ciclista                              | Pos                                   |
| 101                                   | Harold Martín López (ECU)             | 29è                                   |
| 102                                   | Alexander Winokurow (KAZ)             | 78è                                   |
| 103                                   | Nil Aguilera (ESP)                    | 82è                                   |
| 104                                   | Gleb Brussenskiy (KAZ)                | 81è                                   |
| 105                                   | Igor Chzhan (KAZ)                     | 79è                                   |
| 106                                   | Daniil Pronskiy (KAZ)                 | 80è                                   |

| CIC U Nantes Atlantique UCN | CIC U Nantes Atlantique UCN | CIC U Nantes Atlantique UCN |
| --------------------------- | --------------------------- | --------------------------- |
| Núm                         | Ciclista                    | Pos                         |
| 111                         | Jordan Jegat (FRA)          | 12è                         |
| 112                         | Yaël Joalland (FRA)         | 45è                         |
| 113                         | Emmanuel Morin (FRA)        | 71è                         |
| 114                         | Maël Guégan (FRA)           | 54è                         |
| 115                         | Robin Plamondon (CAN)       | 62è                         |

| Leopard TOGT Pro Cycling LTP | Leopard TOGT Pro Cycling LTP     | Leopard TOGT Pro Cycling LTP |
| ---------------------------- | -------------------------------- | ---------------------------- |
| Núm                          | Ciclista                         | Pos                          |
| 121                          | Mathias Bregnhøj (DEN)           | 11è                          |
| 122                          | Emil Nygaard Vinjebo (DEN)       | 55è                          |
| 123                          | Andreas Stokbro (DEN)            | 37è                          |
| 124                          | Mads Østergaard Kristensen (DEN) | 74è                          |
| 125                          | Oliver Knudsen (DEN)             | DNF-3                        |
| 126                          | Mats Wenzel (LUX)                | 24è                          |

| Nice Métropole Côte d'Azur NMC | Nice Métropole Côte d'Azur NMC | Nice Métropole Côte d'Azur NMC |
| ------------------------------ | ------------------------------ | ------------------------------ |
| Núm                            | Ciclista                       | Pos                            |
| 131                            | Edouard Bonnefoix (FRA)        | 51è                            |
| 132                            | Tristan Delacroix (FRA)        | 72è                            |
| 133                            | Jean Goubert (FRA)             | 42è                            |
| 134                            | Julian Lino (FRA)              | 56è                            |
| 135                            | Andrea Mifsud                  | DNF-3                          |
| 136                            | Larry Valvasori (LUX)          | DNF-3                          |

| Saint Michel-Mavic-Auber 93 AUB | Saint Michel-Mavic-Auber 93 AUB | Saint Michel-Mavic-Auber 93 AUB |
| ------------------------------- | ------------------------------- | ------------------------------- |
| Núm                             | Ciclista                        | Pos                             |
| 141                             | Romain Cardis (FRA)             | 40è                             |
| 142                             | Nicolas Debeaumarché (FRA)      | 39è                             |
| 143                             | Thomas Devaux (FRA)             | DNF-3                           |
| 144                             | Joris Delbove (FRA)             | 19è                             |
| 145                             | Théo Delacroix (FRA)            | 76è                             |
| 146                             | Thomas Gachignard (FRA)         | 26è                             |

| Van Rysel-Roubaix Lille Métropole VRL | Van Rysel-Roubaix Lille Métropole VRL | Van Rysel-Roubaix Lille Métropole VRL |
| ------------------------------------- | ------------------------------------- | ------------------------------------- |
| Núm                                   | Ciclista                              | Pos                                   |
| 151                                   | Maximilien Juillard (FRA)             | 28è                                   |
| 152                                   | Célestin Guillon (FRA)                | 50è                                   |
| 153                                   | Maxime Jarnet (FRA)                   | 25è                                   |
| 154                                   | Kenny Molly (BEL)                     | 41è                                   |
| 155                                   | Baptiste Huyet (FRA)                  | 18è                                   |
| 156                                   | Eliot Pauchard (FRA)                  | 44è                                   |

| Alemanya Sub-23 GER | Alemanya Sub-23 GER | Alemanya Sub-23 GER |
| ------------------- | ------------------- | ------------------- |
| Núm                 | Ciclista            | Pos                 |
| 161                 | Cedric Abt          | DNF-3               |
| 162                 | Vincent John        | NP-3                |
| 163                 | Luca Martin         | 73è                 |
| 164                 | Tobias Müller       | 66è                 |
| 165                 | Jan Rinklef         | DNF-3               |
| 166                 | Henri Uhlig         | 70è                 |

| Cofidis COF | Cofidis COF               | Cofidis COF |
| ----------- | ------------------------- | ----------- |
| Núm         | Ciclista                  | Pos         |
| 1           | Jesús Herrada López (ESP) | 7è          |
| 2           | François Bidard (FRA)     | 34è         |
| 3           | Axel Mariault (FRA)       | DNF-3       |
| 4           | Pierre-Luc Périchon (FRA) | 64è         |
| 5           | Rémy Rochas (FRA)         | 43è         |
| 6           | Hugo Toumire (FRA)        | 27è         |

| AG2R Citroën Team ACT | AG2R Citroën Team ACT        | AG2R Citroën Team ACT |
| --------------------- | ---------------------------- | --------------------- |
| Núm                   | Ciclista                     | Pos                   |
| 11                    | Jaakko Hänninen (FIN)        | 15è                   |
| 12                    | Aurélien Paret-Peintre (FRA) | DNF-2                 |
| 13                    | Valentin Paret-Peintre (FRA) | DNF-3                 |
| 14                    | Nans Peters (FRA)            | DNF-3                 |
| 15                    | Nicolas Prodhomme (FRA)      | 5è                    |
| 16                    | Clément Venturini (FRA)      | 46è                   |

| EF Education-EasyPost EFE | EF Education-EasyPost EFE      | EF Education-EasyPost EFE |
| ------------------------- | ------------------------------ | ------------------------- |
| Núm                       | Ciclista                       | Pos                       |
| 21                        | Alexander Cepeda (ECU)         | 22è                       |
| 22                        | Hugh Carthy (GBR)              | NP-3                      |
| 23                        | Merhawi Kudus (ERI)            | 10è                       |
| 24                        | Andrea Piccolo (ITA)           | 21è                       |
| 25                        | Jonas Rutsch (GER)             | 68è                       |
| 26                        | Michael Valgren Andersen (DEN) | 35è                       |

| Groupama-FDJ GFC | Groupama-FDJ GFC      | Groupama-FDJ GFC |
| ---------------- | --------------------- | ---------------- |
| Núm              | Ciclista              | Pos              |
| 31               | Fabian Lienhard (SUI) | 60è              |
| 32               | Rudy Molard (FRA)     | 8è               |
| 33               | Enzo Paleni (FRA)     | 48è              |
| 34               | Michael Storer (AUS)  | 1r               |
| 35               | Jake Stewart (GBR)    | 61è              |
| 36               | Reuben Thompson (NZL) | 20è              |

| Intermarché-Circus-Wanty ICW | Intermarché-Circus-Wanty ICW | Intermarché-Circus-Wanty ICW |
| ---------------------------- | ---------------------------- | ---------------------------- |
| Núm                          | Ciclista                     | Pos                          |
| 41                           | Lilian Calmejane (FRA)       | 3r                           |
| 42                           | Alexy Faure Prost (FRA)      | 14è                          |
| 43                           | Arne Marit (BEL)             | 53è                          |
| 44                           | Simone Petilli (ITA)         | 31è                          |
| 45                           | Baptiste Planckaert (BEL)    | 58è                          |
| 46                           | Laurenz Rex (BEL)            | 65è                          |

| Lidl-Trek LTK | Lidl-Trek LTK                | Lidl-Trek LTK |
| ------------- | ---------------------------- | ------------- |
| Núm           | Ciclista                     | Pos           |
| 52            | Julien Bernard (FRA)         | 9è            |
| 53            | Kenny Elissonde (FRA)        | 2n            |
| 54            | Amanuel Gebrezgabihier (ERI) | 17è           |
| 55            | Emīls Liepiņš (LAT)          | 47è           |

| Arkéa-Samsic ARK | Arkéa-Samsic ARK                | Arkéa-Samsic ARK |
| ---------------- | ------------------------------- | ---------------- |
| Núm              | Ciclista                        | Pos              |
| 61               | Cristián Rodríguez Martín (ESP) | NP-2             |
| 62               | Maxime Bouet (FRA)              | 63è              |
| 63               | Hugo Hofstetter (FRA)           | 52è              |
| 64               | Élie Gesbert (FRA)              | 6è               |
| 66               | Nacer Bouhanni (FRA)            | 67è              |

| Q36.5 Pro Cycling Team Q36 | Q36.5 Pro Cycling Team Q36 | Q36.5 Pro Cycling Team Q36 |
| -------------------------- | -------------------------- | -------------------------- |
| Núm                        | Ciclista                   | Pos                        |
| 71                         | Negasi Abreha (ETH)        | 75è                        |
| 72                         | Matteo Badilatti (SUI)     | 16è                        |
| 73                         | Corey Davis (USA)          | 32è                        |
| 74                         | Tom Devriendt (BEL)        | 59è                        |
| 75                         | Damien Howson (AUS)        | 49è                        |
| 76                         | Antonio Puppio (ITA)       | 77è                        |

| TotalEnergies TEN | TotalEnergies TEN       | TotalEnergies TEN |
| ----------------- | ----------------------- | ----------------- |
| Núm               | Ciclista                | Pos               |
| 81                | Fabien Doubey (FRA)     | 33è               |
| 82                | Geoffrey Soupe (FRA)    | 36è               |
| 83                | Paul Ourselin (FRA)     | 30è               |
| 84                | Jason Tesson (FRA)      | DNF-3             |
| 85                | Dries Van Gestel (BEL)  | 57è               |
| 86                | Alexis Vuillermoz (FRA) | DNF-2             |

| Tudor Pro Cycling Team TUD | Tudor Pro Cycling Team TUD  | Tudor Pro Cycling Team TUD |
| -------------------------- | --------------------------- | -------------------------- |
| Núm                        | Ciclista                    | Pos                        |
| 91                         | Nils Brun (SUI)             | 38è                        |
| 92                         | Aloïs Charrin (FRA)         | DNF-3                      |
| 93                         | Robin Froidevaux (SUI)      | 69è                        |
| 94                         | Simon Pellaud (SUI)         | 4t                         |
| 95                         | Sébastien Reichenbach (SUI) | 13è                        |
| 96                         | Luc Wirtgen (LUX)           | 23è                        |

| Astana Qazaqstan Development Team AQD | Astana Qazaqstan Development Team AQD | Astana Qazaqstan Development Team AQD |
| ------------------------------------- | ------------------------------------- | ------------------------------------- |
| Núm                                   | Ciclista                              | Pos                                   |
| 101                                   | Harold Martín López (ECU)             | 29è                                   |
| 102                                   | Alexander Winokurow (KAZ)             | 78è                                   |
| 103                                   | Nil Aguilera (ESP)                    | 82è                                   |
| 104                                   | Gleb Brussenskiy (KAZ)                | 81è                                   |
| 105                                   | Igor Chzhan (KAZ)                     | 79è                                   |
| 106                                   | Daniil Pronskiy (KAZ)                 | 80è                                   |

| CIC U Nantes Atlantique UCN | CIC U Nantes Atlantique UCN | CIC U Nantes Atlantique UCN |
| --------------------------- | --------------------------- | --------------------------- |
| Núm                         | Ciclista                    | Pos                         |
| 111                         | Jordan Jegat (FRA)          | 12è                         |
| 112                         | Yaël Joalland (FRA)         | 45è                         |
| 113                         | Emmanuel Morin (FRA)        | 71è                         |
| 114                         | Maël Guégan (FRA)           | 54è                         |
| 115                         | Robin Plamondon (CAN)       | 62è                         |

| Leopard TOGT Pro Cycling LTP | Leopard TOGT Pro Cycling LTP     | Leopard TOGT Pro Cycling LTP |
| ---------------------------- | -------------------------------- | ---------------------------- |
| Núm                          | Ciclista                         | Pos                          |
| 121                          | Mathias Bregnhøj (DEN)           | 11è                          |
| 122                          | Emil Nygaard Vinjebo (DEN)       | 55è                          |
| 123                          | Andreas Stokbro (DEN)            | 37è                          |
| 124                          | Mads Østergaard Kristensen (DEN) | 74è                          |
| 125                          | Oliver Knudsen (DEN)             | DNF-3                        |
| 126                          | Mats Wenzel (LUX)                | 24è                          |

| Nice Métropole Côte d'Azur NMC | Nice Métropole Côte d'Azur NMC | Nice Métropole Côte d'Azur NMC |
| ------------------------------ | ------------------------------ | ------------------------------ |
| Núm                            | Ciclista                       | Pos                            |
| 131                            | Edouard Bonnefoix (FRA)        | 51è                            |
| 132                            | Tristan Delacroix (FRA)        | 72è                            |
| 133                            | Jean Goubert (FRA)             | 42è                            |
| 134                            | Julian Lino (FRA)              | 56è                            |
| 135                            | Andrea Mifsud                  | DNF-3                          |
| 136                            | Larry Valvasori (LUX)          | DNF-3                          |

| Saint Michel-Mavic-Auber 93 AUB | Saint Michel-Mavic-Auber 93 AUB | Saint Michel-Mavic-Auber 93 AUB |
| ------------------------------- | ------------------------------- | ------------------------------- |
| Núm                             | Ciclista                        | Pos                             |
| 141                             | Romain Cardis (FRA)             | 40è                             |
| 142                             | Nicolas Debeaumarché (FRA)      | 39è                             |
| 143                             | Thomas Devaux (FRA)             | DNF-3                           |
| 144                             | Joris Delbove (FRA)             | 19è                             |
| 145                             | Théo Delacroix (FRA)            | 76è                             |
| 146                             | Thomas Gachignard (FRA)         | 26è                             |

| Van Rysel-Roubaix Lille Métropole VRL | Van Rysel-Roubaix Lille Métropole VRL | Van Rysel-Roubaix Lille Métropole VRL |
| ------------------------------------- | ------------------------------------- | ------------------------------------- |
| Núm                                   | Ciclista                              | Pos                                   |
| 151                                   | Maximilien Juillard (FRA)             | 28è                                   |
| 152                                   | Célestin Guillon (FRA)                | 50è                                   |
| 153                                   | Maxime Jarnet (FRA)                   | 25è                                   |
| 154                                   | Kenny Molly (BEL)                     | 41è                                   |
| 155                                   | Baptiste Huyet (FRA)                  | 18è                                   |
| 156                                   | Eliot Pauchard (FRA)                  | 44è                                   |

| Alemanya Sub-23 GER | Alemanya Sub-23 GER | Alemanya Sub-23 GER |
| ------------------- | ------------------- | ------------------- |
| Núm                 | Ciclista            | Pos                 |
| 161                 | Cedric Abt          | DNF-3               |
| 162                 | Vincent John        | NP-3                |
| 163                 | Luca Martin         | 73è                 |
| 164                 | Tobias Müller       | 66è                 |
| 165                 | Jan Rinklef         | DNF-3               |
| 166                 | Henri Uhlig         | 70è                 |